# Eerste klasse B 2017-18 (voetbal België)
Het seizoen 2017/18 van van de Belgische eerste klasse B, met als sponsornaam Proximus League, ging van start op 4 augustus 2017 en eindigde op 29 april 2018. De competitieklasse omvatte acht clubs. De competitie bestond uit twee periodes met heen- en terugwedstrijden. De winnaars van beide periodekampioenschappen waren KFCO Beerschot Wilrijk en Cercle Brugge. Cercle Brugge, de winnaar van de testwedstrijden tussen beide periodekampioenen werd kampioen en promoveerde na afloop van het seizoen naar Eerste klasse A.

## Gedegradeerde team
Dit team degradeerde in 2017 uit de Eerste klasse A:
- KVC Westerlo (16e)

## Gepromoveerde team
Dit team promoveerde voor aanvang van het seizoen uit de Eerste klasse amateurs:
- KFCO Beerschot Wilrijk (kampioen)

## Promoverend team
Dit team promoveerde na afloop van het seizoen naar de Eerste klasse A
- Cercle Brugge (kampioen)

## Degraderend team
Dit team degradeerde na afloop van het seizoen uit de Eerste klasse B.
- K. Lierse SK (kreeg geen licentie en vroeg het faillissement aan)

## Clubs
Acht clubs speelden in 2017-18 in eerste klasse B. Zes clubs kwamen uit Vlaanderen, één club kwam uit Wallonië en één uit Brussel. 

Uitgesplitst in provincies kwamen drie clubs uit Antwerpen, twee clubs uit West-Vlaanderen en kwam telkens één club uit de provincies Vlaams-Brabant, Waals Brabant en het Brussels Hoofdstedelijk Gewest.
| Nr. kaart | Stam- nummer | Club                    | Plaats    | # seiz. 1B |
| --------- | ------------ | ----------------------- | --------- | ---------- |
| 1         | 10           | R. Union Saint-Gilloise | Vorst     | 2          |
| 2         | 12           | Cercle Brugge           | Brugge    | 2          |
| 3         | 30           | K. Lierse SK            | Lier      | 2          |
| 4         | 134          | KSV Roeselare           | Roeselare | 2          |
| 5         | 155          | KFCO Beerschot Wilrijk  | Antwerpen | 1          |
| 6         | 2024         | KVC Westerlo            | Westerlo  | 1          |
| 7         | 5632         | AFC Tubize              | Tubeke    | 2          |
| 8         | 6142         | Oud-Heverlee Leuven     | Leuven    | 2          |

### Personen en sponsors
| Stamnummer | Club                    | Plaats    | Stadion                         | Capac. | Trainer            | Vorige trainers seizoen 2017/18            | Kledingsponsor | Shirtsponsor          |
| ---------- | ----------------------- | --------- | ------------------------------- | ------ | ------------------ | ------------------------------------------ | -------------- | --------------------- |
| 10         | R. Union Saint-Gilloise | Brussel   | Koning Boudewijnstadion         | 50.093 | Marc Grosjean      |                                            | Patrick        | Culture et Formation  |
| 12         | Cercle Brugge           | Brugge    | Jan Breydelstadion              | 29.062 | Frank Vercauteren  | José Riga                                  | Erima          | ADMB                  |
| 30         | K. Lierse SK            | Lier      | Herman Vanderpoortenstadion     | 14.538 | David Colpaert     | Frederik Vanderbiest, William Still (a.i.) | Joma           | Circus Casino & Sport |
| 134        | KSV Roeselare           | Roeselare | Schiervelde                     | 8.369  | Jordi Condom       | Arnauld Mercier, Dennis van Wijk           | Joma           | Euro Shop             |
| 155        | KFCO Beerschot Wilrijk  | Antwerpen | Olympisch Stadion               | 12.771 | Marc Brys          |                                            | Joma           | DCA                   |
| 2024       | KVC Westerlo            | Westerlo  | 't Kuipje                       | 8.035  | Bob Peeters        | Vedran Pelić                               | Saller         | Soudal                |
| 5632       | AFC Tubize              | Tubeke    | Leburtonstadion                 | 8.100  | Christian Bracconi | Sadio Demba                                | Scelido        |                       |
| 6142       | Oud-Heverlee Leuven     | Leuven    | King Power at Den Dreef Stadion | 10.000 | Nigel Pearson      | Dennis van Wijk                            | Vermarc        | King Power            |

## Uitslagen en rangschikkingen

### Periodekampioenschappen

#### Periode 1
Uitslagen
| Thuis \ Uit             | OBW | OHL | CER | ROE | LIE | USG | WES | TUB |
| ----------------------- | --- | --- | --- | --- | --- | --- | --- | --- |
| KFCO Beerschot Wilrijk  |     | 2–2 | 0–3 | 5–0 | 4–0 | 3–0 | 2–2 | 1–0 |
| Oud-Heverlee Leuven     | 1–1 |     | 7–1 | 2–0 | 2–2 | 1–0 | 2–1 | 2–0 |
| Cercle Brugge           | 0–1 | 0–3 |     | 1–1 | 2–0 | 2–0 | 3–1 | 4–0 |
| KSV Roeselare           | 0–4 | 3–1 | 2–1 |     | 2–0 | 1–0 | 0–0 | 1–0 |
| K. Lierse SK            | 2–2 | 2–1 | 3–2 | 2–2 |     | 2–1 | 2–2 | 1–1 |
| R. Union Saint-Gilloise | 0–3 | 0–0 | 1–2 | 4–0 | 3–2 |     | 3–0 | 1–2 |
| KVC Westerlo            | 0–0 | 2–2 | 1–2 | 4–0 | 0–1 | 0–3 |     | 1–1 |
| AFC Tubize              | 0–1 | 1–2 | 1–1 | 1–3 | 2–0 | 0–0 | 1–2 |     |

Rangschikking
| Pos | Team                    | Wed | W | G | V | Ptn | DV | DT | +/− |                 |
| --- | ----------------------- | --- | - | - | - | --- | -- | -- | --- | --------------- |
| 1   | KFCO Beerschot Wilrijk  | 14  | 8 | 5 | 1 | 29  | 29 | 10 | +19 | Periodekampioen |
| 2   | Oud-Heverlee Leuven     | 14  | 7 | 5 | 2 | 26  | 28 | 15 | +13 |                 |
| 3   | Cercle Brugge           | 14  | 7 | 2 | 5 | 23  | 24 | 21 | +3  |                 |
| 4   | KSV Roeselare           | 14  | 6 | 3 | 5 | 21  | 15 | 25 | −10 |                 |
| 5   | K. Lierse SK            | 14  | 4 | 5 | 5 | 17  | 19 | 26 | −7  |                 |
| 6   | R. Union Saint-Gilloise | 14  | 4 | 2 | 8 | 14  | 16 | 18 | −2  |                 |
| 7   | KVC Westerlo            | 14  | 2 | 6 | 6 | 12  | 16 | 22 | −6  |                 |
| 8   | AFC Tubize              | 14  | 2 | 4 | 8 | 10  | 10 | 20 | −10 |                 |

Leidersplaats eerste periode per speeldag

#### Periode 2
Uitslagen
| Thuis \ Uit             | CER | LIE | OHL | USG | WIL | WES | ROE | TUB |
| ----------------------- | --- | --- | --- | --- | --- | --- | --- | --- |
| Cercle Brugge           |     | 4–1 | 1–0 | 2–2 | 4–0 | 1–1 | 1–0 | 0–0 |
| K. Lierse SK            | 1–0 |     | 0–1 | 1–0 | 2–1 | 2–0 | 1–2 | 2–1 |
| Oud-Heverlee Leuven     | 2–2 | 2–1 |     | 3–1 | 1–1 | 0–1 | 1–1 | 1–1 |
| R. Union Saint-Gilloise | 1–1 | 1–0 | 0–0 |     | 1–0 | 1–1 | 1–2 | 1–1 |
| KFCO Beerschot Wilrijk  | 2–3 | 1–1 | 1–2 | 2–1 |     | 0–0 | 1–0 | 1–0 |
| KVC Westerlo            | 2–3 | 6–0 | 1–0 | 0–1 | 1–1 |     | 0–0 | 0–0 |
| KSV Roeselare           | 0–3 | 1–2 | 1–1 | 1–4 | 0–0 | 2–1 |     | 1–2 |
| AFC Tubize              | 1–1 | 1–2 | 0–1 | 1–1 | 1–2 | 2–1 | 0–0 |     |

Rangschikking
| Pos | Team                    | Wed | W | G | V | Ptn | DV | DT | +/− |                 |
| --- | ----------------------- | --- | - | - | - | --- | -- | -- | --- | --------------- |
| 1   | Cercle Brugge           | 14  | 7 | 6 | 1 | 27  | 26 | 13 | +13 | Periodekampioen |
| 2   | K. Lierse SK            | 14  | 7 | 1 | 6 | 22  | 16 | 21 | −5  |                 |
| 3   | Oud-Heverlee Leuven     | 14  | 5 | 6 | 3 | 21  | 15 | 12 | +3  |                 |
| 4   | R. Union Saint-Gilloise | 14  | 4 | 6 | 4 | 18  | 16 | 15 | +1  |                 |
| 5   | KFCO Beerschot Wilrijk  | 14  | 4 | 5 | 5 | 17  | 13 | 17 | −4  |                 |
| 6   | KVC Westerlo            | 14  | 3 | 6 | 5 | 15  | 15 | 13 | +2  |                 |
| 7   | KSV Roeselare           | 14  | 3 | 5 | 6 | 14  | 11 | 18 | −7  |                 |
| 8   | AFC Tubize              | 14  | 2 | 7 | 5 | 13  | 11 | 14 | −3  |                 |

Leidersplaats tweede periode per speeldag

### Eindrangschikking
Behalve de twee periodes had ook de eindrangschikking een belangrijke rol in deze competitie. De drie hoogstgeplaatste ploegen (kampioen niet inbegrepen) waren geplaatst voor Play-Off 2 met ploegen 7 tot 15 uit 1A. Deze ploegen streden dan voor een Europees ticket. De vier ploegen die het laagste eindigden (kampioen niet inbegrepen) moesten Play-Off 3 spelen om het behoud, met een halvering van de behaalde punten in de eindrangschikking.
Aangezien er twee verschillende periodekampioenen zijn, werd de eerste titelwedstrijd gespeeld op het veld van de ploeg die het laagste geëindigd is in de eindrangschikking.
Eindrangschikking
| Pos | Team                    | Wed | W  | G  | V  | Ptn | DV | DT | +/− |          |
| --- | ----------------------- | --- | -- | -- | -- | --- | -- | -- | --- | -------- |
| 1   | Cercle Brugge           | 28  | 14 | 8  | 6  | 50  | 50 | 34 | +16 | Kampioen |
| 2   | Oud-Heverlee Leuven     | 28  | 12 | 11 | 5  | 47  | 43 | 27 | +16 | PO II    |
| 3   | KFCO Beerschot Wilrijk  | 28  | 12 | 10 | 6  | 46  | 42 | 27 | +15 | PO II    |
| 4   | K. Lierse SK            | 28  | 11 | 6  | 11 | 39  | 35 | 47 | −12 | PO II    |
| 5   | KSV Roeselare           | 28  | 9  | 8  | 11 | 35  | 26 | 43 | −17 | PO III   |
| 6   | R. Union Saint-Gilloise | 28  | 8  | 8  | 12 | 32  | 32 | 33 | −1  | PO III   |
| 7   | KVC Westerlo            | 28  | 5  | 12 | 11 | 27  | 31 | 35 | −4  | PO III   |
| 8   | AFC Tubize              | 28  | 4  | 11 | 13 | 23  | 21 | 34 | −13 | PO III   |

PO II: Play-off II, PO III: Play-off III

### Titelwedstrijden
De twee periodewinnaars speelden heen en terug om de kampioen van eerste klasse B te bepalen. De eerste wedstrijd werd gespeeld op het terrein van de ploeg die het laagste geëindigd is in de eindrangschikking. Dit was Beerschot Wilrijk.
|                            |                        |       |               |                                                                                   |
| 4 maart 2018 16:00 (UTC+1) | KFCO Beerschot Wilrijk | 1 – 0 | Cercle Brugge | Olympisch Stadion, Antwerpen Toeschouwers: 11.750 Scheidsrechter: Jonathan Lardot |
| 4 maart 2018 16:00 (UTC+1) | Placca 53' Maes 62'    |       |               | Olympisch Stadion, Antwerpen Toeschouwers: 11.750 Scheidsrechter: Jonathan Lardot |

|                             |                                           |                    |                        |                                                                                   |
| 10 maart 2018 20:00 (UTC+1) | Cercle Brugge                             | 3 – 1 (3 – 2 agg.) | KFCO Beerschot Wilrijk | Jan Breydelstadion, Brugge Toeschouwers: 14.750 Scheidsrechter: Alexandre Boucaut |
| 10 maart 2018 20:00 (UTC+1) | Mercier 31' Crysan 36' Cardona 90' (pen.) |                    | 84' Van Hyfte          | Jan Breydelstadion, Brugge Toeschouwers: 14.750 Scheidsrechter: Alexandre Boucaut |

### Play-off 3
In Play-off 3 namen de 4 laagst gerangschikte ploegen uit de eindrangschikking deel (kampioen uitgezonderd) met het oorspronkelijke opzet om te bepalen wie zou degraderen naar de eerste klasse amateurs. De ploegen startten met een halvering van hun puntentotaal in het algemene klassement. Bij een kommagetal werd naar boven afgerond. De ploeg die laatste eindigde in deze rangschikking, AFC Tubize, degradeerde uiteindelijk niet naar Eerste klasse amateurs omdat K. Lierse SK geen licentie behaalde voor profvoetbal en het faillissement aanvroeg.
Klassement
| Pos | Team                    | Wed | W | G | V | Ptn | DV | DT | +/− |  | ROE | WES | USG | TUB |
| --- | ----------------------- | --- | - | - | - | --- | -- | -- | --- |  | --- | --- | --- | --- |
| 1   | KSV Roeselare           | 6   | 3 | 3 | 0 | 30  | 5  | 1  | +4  |  | —   | 0–0 | 1–0 | 0–0 |
| 2   | KVC Westerlo            | 6   | 3 | 3 | 0 | 26  | 6  | 1  | +5  |  | 0–0 | —   | 1–0 | 1–1 |
| 3   | R. Union Saint-Gilloise | 6   | 1 | 1 | 4 | 20  | 2  | 6  | −4  |  | 0–1 | 0–2 | —   | 1–1 |
| 4   | AFC Tubize              | 6   | 0 | 3 | 3 | 15  | 3  | 8  | −5  |  | 1–3 | 0–2 | 0–1 | —   |

Regels voor opmaak rangschikking: 
1) Punten 2) Punten zonder afronding 3) Eindrangschikking totaalklassement

## Topschutter
| Nr. | Speler            | Club                | D  | W  | GPW  |
| --- | ----------------- | ------------------- | -- | -- | ---- |
| 1.  | Yannick Aguemon   | Oud-Heverlee Leuven | 10 | 24 | 0,42 |
| 2.  | Esteban Casagolda | Oud-Heverlee Leuven | 10 | 23 | 0,43 |
| 3.  | Florent Stevance  | AFC Tubize          | 10 | 27 | 0,37 |
| 4.  | Xavier Mercier    | Cercle Brugge       | 9  | 25 | 0,36 |
| 5.  | Yvan Yagan        | K. Lierse SK        | 9  | 26 | 0,35 |

Bij een gelijk aantal doelpunten wordt er rekening gehouden met het aantal doelpunten in uitwedstrijden, het aantal speelminuten, het aantal assists en het aantal doelpunten zonder de strafschoppen. Bron: 

## Trainerswissels
| Trainer              | Datum                 | Club                | Reden voor ontslag of vertrek                                 | Positie          | Opvolger           | Datum aanstellen opvolger |
| -------------------- | --------------------- | ------------------- | ------------------------------------------------------------- | ---------------- | ------------------ | ------------------------- |
| Kim Eun-jung         | einde Seizoen 2016-17 | AFC Tubize          | Terug hulptrainer                                             | voor het seizoen | Sadio Demba        | 3 mei 2017                |
| Jacky Mathijssen     | einde Seizoen 2016-17 | KVC Westerlo        | Onderling overleg met bestuur                                 | voor het seizoen | Vedran Pelić       | 29 juni 2017              |
| Arnauld Mercier      | 12 september 2017     | KSV Roeselare       | Verschil in visie                                             | 5de              | Dennis van Wijk    | 28 september 2017         |
| Dennis van Wijk      | 22 september 2017     | Oud-Heverlee Leuven | Nieuwe eigenaars                                              | 4de              | Nigel Pearson      | 22 september 2017         |
| Frederik Vanderbiest | 6 oktober 2017        | K. Lierse SK        | Teleurstellende resultaten                                    | 7de              | William Still      | 11 oktober 2017           |
| José Riga            | 16 oktober 2017       | Cercle Brugge KSV   | Teleurstellende resultaten                                    | 3de              | Frank Vercauteren  | 16 oktober 2017           |
| Sadio Demba          | 13 november 2017      | AFC Tubize          | Teleurstellende resultaten                                    | 8de              | Christian Bracconi | 18 november 2017          |
| William Still        |                       | K. Lierse SK        | William Still beschikt niet over het vereiste UEFA-A licentie | 3de              | David Colpaert     |                           |
| Vedran Pelić         | 5 december 2017       | KVC Westerlo        | Teleurstellende resultaten                                    | 7de              | Bob Peeters        | 5 december 2017           |
| Dennis van Wijk      | 19 januari 2018       | KSV Roeselare       | Teleurstellende resultaten                                    | 5de              | Jordi Condom       | 25 januari 2018           |

## Appendix
Nationaal voetbal · Regionaal voetbal · Provinciaal voetbal · KBVB · Nationaal voetbalelftal · Nationaal dameselftal
Belgisch nationaal voetbal
Eerste klasse A · Eerste klasse B · Eerste nationale · Beker van België · Belgische Supercup
Super League · Eerste klasse (vrouwen) · Tweede klasse (vrouwen) · Beker van België (vrouwen) · Belgische Supercup (vrouwen)
Belgisch regionaal voetbal
Tweede afdeling · Derde afdeling
2016/17 · 2017/18 · 2018/19 · 2019/20 · 2020/21 · 2021/22 · 2022/23 · 2023/24 · 2024/25